# Baidyabati
Baidyabati é uma cidade e um município no distrito de Hugli, no estado indiano de Bengala Ocidental.

## Geografia
Baidyabati está localizada a 22° 47′ N, 88° 19′ L. Tem uma altitude média de 15 metros (49 pés).

## Demografia
Segundo o censo de 2001, Baidyabati tinha uma população de 108 231 habitantes. Os indivíduos do sexo masculino constituem 52% da população e os do sexo feminino 48%. Baidyabati tem uma taxa de literacia de 79%, superior à média nacional de 59,5%; com 54% para o sexo masculino e 46% para o sexo feminino. 8% da população está abaixo dos 6 anos de idade.